# Straßberg (Benediktbeuern)
Straßberg ist ein Gemeindeteil von Benediktbeuern im oberbayerischen Landkreis Bad Tölz-Wolfratshausen. Die Einöde liegt circa zwei Kilometer nordöstlich von Benediktbeuern.

## Baudenkmäler
Siehe: Liste der Baudenkmäler in Straßberg